# الماية
الماية هي منطقة ساحلية تقع في شمال غرب ليبيا وتبعد عن العاصمة طرابلس حوالي 27كم غربا ، تتبع الماية الطينة والطويبية وصلاح الدين ، تُشكل الماية بلدية . يحد منطقة الماية البحر الأبيض المتوسط شمالاً وجنزور شرقاً والزاوية غرباً وبلدية المعمورة جنوباً.

## الرياضة والصحة
- نادي العزيمة الرياضي الثقافي الاجتماعي تأسس سنة 1979

## الصحة
- المركز الصحي الماية الشمالي
- مستشفى الماية القروي
- المركز الصحي الطويبية
- عيادة الهلال
- مصحة الوطن

## المدارس والثانويات
1. _ مدرسة أوفياء ليبيا للتعليم الأساسي
2. _ مدرسة افاق العلم للتعليم الاساسي و الثانوي

1. _ مدرسة الماية طبية ثانويه
2. _ مدرسة الماية المركزية
3. _ مدرسة الماية الشمالية
4. _مدرسة الماية الجنوبية
5. _مدرسة الاستقلال

## المصارف
- مصرف الصحاري فرع الماية

‌